# Rüdiger Klink

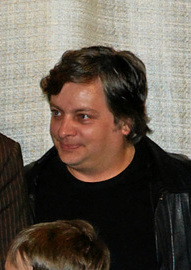
Rüdiger Klink 2010 bei der Premiere des Fernsehfilms Das geteilte Glück

Rüdiger Klink (* 10. August 1971 in Karlsruhe) ist ein deutscher Schauspieler.

## Leben
Klink studierte von 1995 bis 1999 Schauspiel an der Bayerischen Theaterakademie August Everding in München und tritt seitdem im Theater und im Kabarett, in Film und Fernsehen auf. Er hatte beispielsweise Engagements am Schauspiel Köln, am Ernst Deutsch Theater Hamburg, am Akademietheater München und am Theater Aalen. Klink war ferner zu sehen im Düsseldorfer Kommödchen, in der Zeche Zollverein in Essen sowie in der Distel und am Grips-Theater.
2005 spielte er in dem satirischen Film Weltverbesserungsmaßnahmen und in der Tatort-Fernsehreihe Wo ist Max Gravert? mit. In dem Filmdrama Das geteilte Glück war Klink 2010 als Gerüstbauer Grille Rilling zu sehen. Im Jahr 2011 wirkte er in den Tatort-Folgen Tod einer Lehrerin und Der Tote im Nachtzug mit. Im Januar 2014 spielte er in dem ARD-Fernsehfilm Unter Anklage: Der Fall Harry Wörz den zu Unrecht verurteilten Harry Wörz.

## Filmografie (Auswahl)
- 2001: Mondscheintarif (Kino)
- 2003: Adelheid und ihre Mörder (Fernsehserie, Folge Ein Vogel namens Otto)
- 2005: Weltverbesserungsmaßnahmen (Kino)
- 2005: Polly Blue Eyes (Kino)
- 2005: Tatort: Wo ist Max Gravert? (Fernsehreihe)
- 2006: Elementarteilchen (Kino)
- 2007: Hilfe Hochzeit – die schlimmste Woche meines Lebens (Fernsehserie, 5 Folgen)
- 2007: Beutolomäus und die Prinzessin (Fernsehserie)
- 2009: Beutolomäus und die vergessene Weihnacht (Fernsehserie)
- 2010: Das geteilte Glück
- 2011: Tatort: Der Tote im Nachtzug
- 2011: Tatort: Tod einer Lehrerin
- 2012, 2015: Alarm für Cobra 11 – Die Autobahnpolizei (Fernsehserie, verschiedene Rollen, 2 Folgen)
- 2014: Kommissar Dupin: Bretonische Verhältnisse (Fernsehreihe)
- 2014: Unter Anklage: Der Fall Harry Wörz
- 2014: Polizeiruf 110: Käfer und Prinzessin (Fernsehreihe)
- 2014: Spreewaldkrimi: Mörderische Hitze (Fernsehreihe)
- 2014: Das kalte Herz
- 2015: Der Kriminalist (Fernsehserie, Folge Auf Sand gebaut)
- 2015: Blindgänger
- 2015: Block B – Unter Arrest (Fernsehserie, eine Folge)
- 2015: Elser – Er hätte die Welt verändert (Kino)
- 2015: Der Staat gegen Fritz Bauer (Kino)
- 2015: Tiere bis unters Dach (Fernsehserie, Folge Adleraugen)
- 2016: In aller Freundschaft (Fernsehserie, Folge Noch einmal von vorne)
- 2016: Dengler: Am zwölften Tag (Fernsehreihe)
- 2016: Der Usedom-Krimi: Engelmacher (Fernsehreihe)
- 2016: Emma nach Mitternacht – Der Wolf und die sieben Geiseln
- 2017: Tatort: Der scheidende Schupo
- 2017: Polizeiruf 110: Dünnes Eis
- 2017: Der König von Berlin
- 2017: Der Barcelona-Krimi: Tod aus der Tiefe (Fernsehreihe)
- 2017: Rübezahls Schatz
- 2017–2020: Babylon Berlin (Fernsehserie, 20 Folgen)
- 2018: Tatort: Der Turm
- seit 2018: Billy Kuckuck (ab 2025 unter neuem Titel: Eine mit Herz)
  - 2018:  Margot muss bleiben!
  - 2019: eine gute Mutter
  - 2020: Aber bitte mit Sahne
  - 2021: Angezählt
  - 2022: Mutterliebe
  - 2025: Eine mit Herz – Familiengeheimnisse
- 2018: Jung, blond, tot – Julia Durant ermittelt (Fernsehreihe)
- 2020: Heldt (Fernsehserie, Folge Schmutzige Geschäfte)
- 2020: Wilsberg: Bielefeld 23 (Fernsehreihe)
- seit 2021: Breisgau (Fernsehreihe)
  - 2021: Bullenstall
  - 2022: Nehmen und Geben
- 2021: Blackout (Fernsehserie, 6 Folgen)
- 2021: Kaiserschmarrndrama (Fernsehreihe)
- 2023: SOKO Leipzig (Fernsehserie, Folge Der letzte Wille)
- 2024: Tatort: Letzter Ausflug Schauinsland
- 2024: Dünentod – Falsches Spiel